# 舍曼·汉密尔顿
舍曼·汉密尔顿（英語：Sherman Hamilton，1972年4月23日—），加拿大男子篮球运动员。他曾代表加拿大获得2000年夏季奥运会男子篮球比赛第七名。他也参加了1998年和2002年世界篮球锦标赛。